# Epidendrum zamorense
Epidendrum zamorense là một loài thực vật có hoa trong họ Lan. Loài này được Hágsater & Dodson mô tả khoa học đầu tiên năm 1993.